# Halmstads och Ängelholms valkrets
Halmstads och Ängelholms valkrets var vid riksdagsvalen till andra kammaren 1878–1893 en egen valkrets med ett mandat. Valkretsen, som omfattade städerna Halmstad och Ängelholm men inte den omgivande landsbygden, avskaffades vid riksdagsvalet 1896 då Halmstad bildade Halmstads valkrets och Ängelholm fördes till Trelleborgs, Skanör-Falsterbo, Simrishamns och Ängelholms valkrets.

## Riksdagsmän
- Lars Andersson (1879–1881)
- Anton Angel (1882–1884)
- Isak Wallberg (1885–första riksmötet 1887)
- Thure Stockenberg (andra riksmötet 1887–4/7 1889)
- Wilhelm Wester, AK:s c 1890–1892, bmp 1893–1894, nya c 1895–1896 (1890–1896)